# 18983 Аллентран
18983 Аллентран (2000 RG6, 1981 RP6, 1995 GG8, 1999 JF24, 18983 Allentran) — астероїд головного поясу, відкритий 1 вересня 2000 року.
Тіссеранів параметр щодо Юпітера — 3,495.